# Emil Sundberg
Per Emil Sundberg (ur. 22 kwietnia 1985) – szwedzki zapaśnik walczący w stylu klasycznym. Zajął 34. miejsce na mistrzostwach świata w 2009 i 21. miejsce na mistrzostwach Europy w 2009. Dziesiąty w Pucharze Świata w 2010. Wicemistrz nordycki w 2009 i 2012 roku.
Mistrz Szwecji w latach: 2007, 2008, 2010, 2011 i 2012.